# Alf Young
Alfred Young, detto Alf (Sunderland, 4 novembre 1905 – Huddersfield, 27 agosto 1977), è stato un allenatore di calcio e calciatore inglese, di ruolo difensore.

## Carriera

### Giocatore

#### Club
Young giocò per lo Huddersfield Town.

#### Nazionale
Disputò 9 partite per l'Inghilterra, tra il 1932 e il 1938.

### Allenatore
Terminata l'attività agonistica, diventò allenatore. Guidò il Køge B.K. in due periodi distinti: dal 1946 al 1947 e nel 1957. Nel 1948, fu il tecnico del Brann. Nel 1956, fu commissario tecnico della Danimarca. Nel 1957, diventò allenatore dell'Esbjerg.